# Peter Jørgensen (boxare)
Peter Oscar Jørgensen, född 2 april 1907 i Hillerød, död 27 augusti 1992 i Vålse, var en dansk boxare.
Jørgensen blev olympisk bronsmedaljör i lätt tungvikt i boxning vid sommarspelen 1932 i Los Angeles.